# D 240 (Türkei)
|Die Straße D 240 (Devlet yolu 240) ist eine 306 km lange Straße in der Türkei, die Bergama mit Kütahya verbindet.

## Verlauf
Die Straße zweigt westlich von Bergama nach Osten von der D 550 (Europastraße 87) ab und führt über Kınık (Izmir) und Soma (Manisa) nach Kırkağaç, quert hier die Autobahn Otoyol 5 (Europastraße 881) und erreicht Akhisar, wo die Straße D 565 gekreuzt wird. Von hier führt sie nach Demirci weiter, erreicht, teilweise gemeinsam mit der D 585 geführt, über den Pass Akçakartik Geçidi (1470 m) Simav (Kütahya). Von dort verläuft sie über Gediz und Çavdarhisar zur Straße D 650, an der sie 10 km südlich von Kütahya endet.